# Přechodný islámský stát Afghánistán
Přechodný islámský stát Afghánistán (paštunsky دولت اسلامی انتقالی افغانستان‎), též nazývána jako Afghánská přechodná autorita, byla administrativa v Afghánistánu po pádu Islámského emirátu Afghánistán a vítězství a následném rozpuštění Islámského státu Afghánistán, známého také jako Severní aliance. 

## Historie
Administrativa vznikla v červnu 2002, po petersberské konferenci zastřešené OSN v německém městě Königswinter nedaleko Bonnu. Koncem listopadu a začátkem prosince 2001 byla jmenována nová prozatímní správa pod vedením Hámida Karzaja. Jeho vláda však nebyla dostatečně reprezentativní, měla trvat pouze 6 měsíců, než by bylo vytvořeno tzv. Velké shromáždění, nazývané Loya Jirga. Toto shromáždění mělo zvolit novou hlavu státu a jmenovat novou přechodnou správu, která měla v zemi vládnout nejbližší 2 roky, než by byly vyhlášeny řádné demokratické volby, jejichž prostřednictvím by byla zvolena více reprezentativní vláda.
Po tom, co Hámid Karzaj dosloužil svých 6 měsíců jako dočasný předseda vlády dosazen OSN, byl ve čtvrtek 13. června 2002 drtivou většinou zvolen za hlavu státu velkou řadou – Loya Jirga.
Karzáí zůstal na čele afghánské administrativy během příštích 18 měsíců až do zániku Přechodného islámského státu Afghánistán.
Přestože Karzajího vláda udělala pokroky při prosazování autority centrální vlády, několik provinčních center zůstalo pod účinnou kontrolou regionálních velitelů, později velitelé uznali legitimitu centrální vlády. Karzaj odvolal a jmenoval nové guvernéry v mnohých z 34 provincií. Soudní moc měla Nejvyšší soud. Podle nové vlády platil v celé zemi právní stát; v praxi však bylo uznání právního státu, zejména mimo Kábulu, omezené. Nominální nezávislé soudnictví bylo některými obviněno z korupce a bylo na něj vyvíjen politický tlak ze strany úředníků a velitelů, zejména na provinční a místní úrovni. Soudní systém fungoval během roku přerušovaně, přičemž vláda a mezinárodní společenství školili soudců a právníků a rekonstruovali soudní budovy.
Policie pod ministerstvem vnitra měla primární odpovědnost za vnitřní řád; civilní orgány však ne vždy udržovali účinnou kontrolu nad bezpečnostními složkami. Někteří místní a regionální velitelé si zachovaly značnou moc, protože vláda nebyla schopna provádět účinnou kontrolu na celostátní úrovni. NATO si nadále zachovalo velení Mezinárodních sil bezpečnostní pomoci ISAF v Kábulu; její mandát Rady bezpečnosti OSN byl prodloužen do 13. října 2005. Někteří členové bezpečnostních sil se dopustily závažného porušování lidských práv.
Dne 9. října 2004 proběhly volby, v nichž už mohli hlasovat všichni oprávnění voliči. Opět vyhrál Hámid Karzaj s podporou 55,4% hlasů. Dne 7. prosince 2004 byl zrušen Přechodný islámský stát Afghánistán a vznikla Afghánská islámská republika, v tento den byl také Hámid Karzaj znovu uveden do funkce už jako prezident Afghánské islámské republiky.